# Kenji Miyazawa
Kenji Miyazawa [mʲijazaɰa ke̞ndʑi] (Japans: 宮沢 賢治 Miyazawa Kenji) (Hanamaki, 27 augustus 1896 – aldaar, 21 september 1933) was een Japans schrijver, dichter, agricultuurdocent, autodidact, asceet, sociaal activist, cellist en esperantist. Hij heeft vooral bekendheid vergaard als schrijver van sprookjes en jeugdliteratuur. Zijn verhalen zijn vaak geënsceneerd in Īhatōbu (Japans: イーハトーブ) een fictieve geromantiseerde wereld, gebaseerd op de prefectuur Iwate, die door Miyazawa zelf is bedacht. Tot zijn belangrijkste werken behoren: Nacht op de Galactische Spoorweg, Matasaburo de winddwerg, Goshu de Cellist, De Nacht in Taneyamagahara, Lente en Asura. Miyazawa heeft zijn roem voornamelijk postuum vergaard. Pas na zijn overlijden is een grote verzameling kinderverhalen en gedichten gepubliceerd. Op 17 juni 2017 is in Japan een biografische film over het leven van Miyazawa in première gegaan. Miyazawa was een fervent wandelaar die frequent in de bergen en door landelijke gebieden wandelde om de natuur in al haar vormen te kunnen bestuderen. Miyazawa bekommerde zich intens om het milieu en om dierenrechten, hij streed daar ook voor, hierom was hij een milieu- en dierenrechtenactivist avant la lettre.

## Biografie

### Vroege jeugd

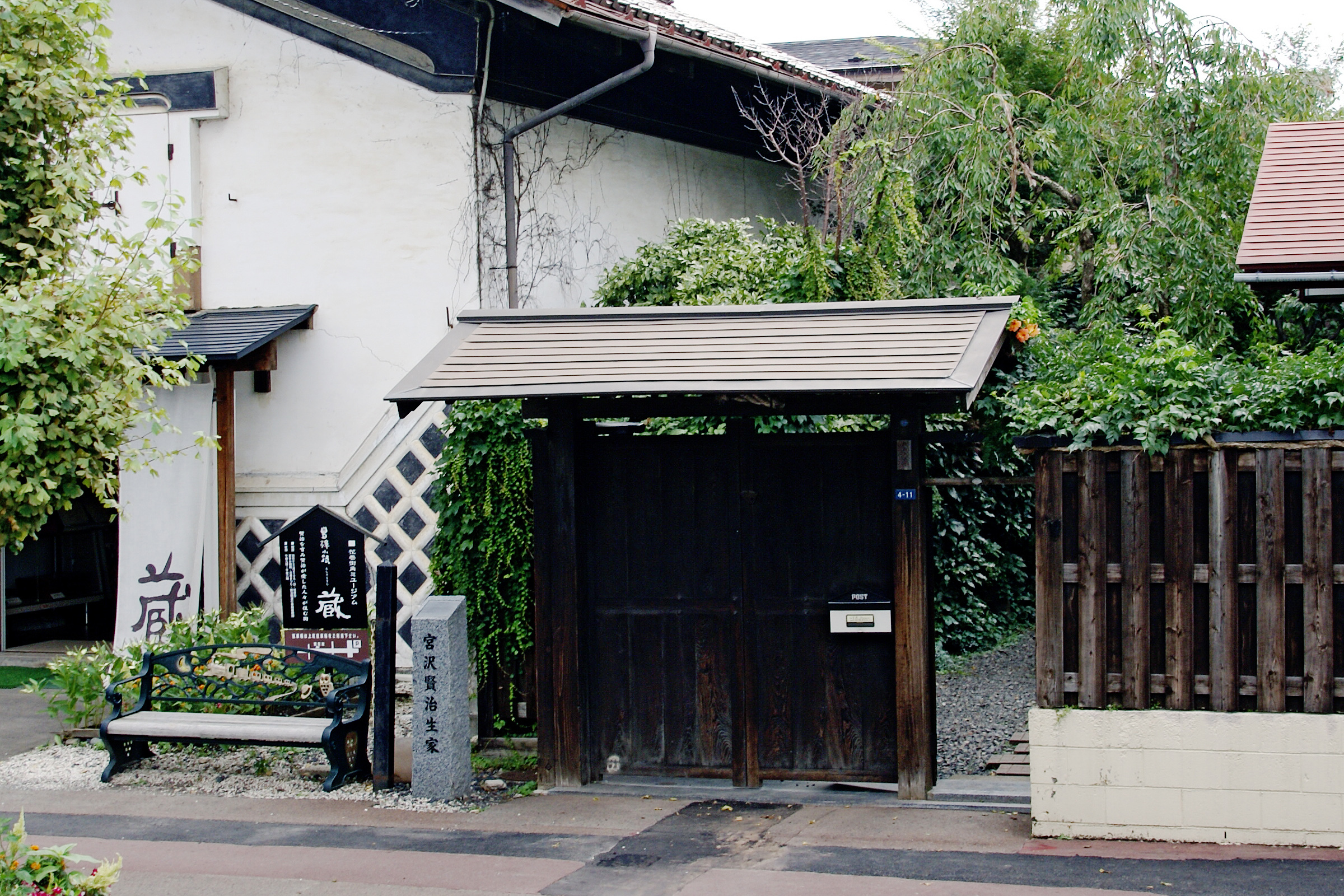
Miyazawa's geboortehuis

Miyazawa werd geboren op 27 augustus 1896 in de stad Hanamaki gelegen in het zuidwesten van de prefectuur Iwate. Als oudste zoon van de welgestelde Masajiro en Ichi Miyazawa. Zijn vader was een handelaar in tweedehands kleding en actief als een lommerd. In 1903 ging Miyazawa op zevenjarige leeftijd naar de Hanamaki Kawaguchi lagere school. Zijn lerares Eizo Yagi bracht hem in contact met sprookjes en folkloristische verhalen. Miiyazawa zou later hebben verklaard dat zij grote invloed op hem heeft gehad. Op 11-jarige leeftijd had hij zich toegewijd aan het prepareren van insecten en het verzamelen van mineralen, zijn familie gaf hem toen de bijnaam Ishiko Ken, vertaald: Meneer Steentje.

### Adolescentie

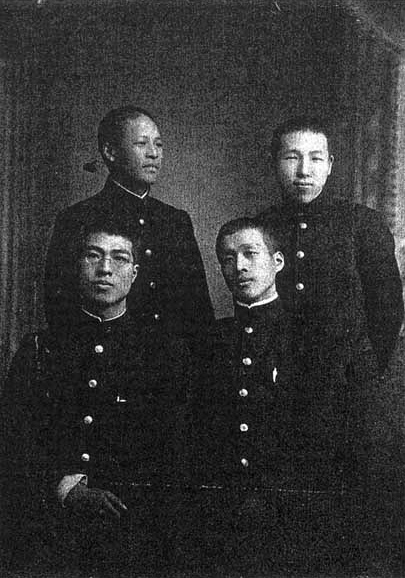
Miyazawa (rechtsachter) en redactieleden van het agriculturele studententijdschrift Azalea in 1917.

In april 1909 ging hij op 13-jarige leeftijd naar de middelbare school in Morioka, de prefecturale hoofdstad. Aldaar woonde hij ook op de campus, observeerde de sterren en verzamelde er mineralen tijdens zijn wandelingen in de bergen rondom de stad. In zijn vrije tijd leerde Miyazawa Engels, Duits en Esperanto. Vanaf zijn 16e begon Miyazawa met het schrijven van tanka, geïnspireerd door de Japanse dichter Takuboku Ishikawa. In 1914, op 18-jarige leeftijd, behaalde hij zijn diploma voor de middelbare school met een onderzoek naar meststoffen. Hierna ging hij naar de landbouwschool in Morioka.

### Jong volwassene
In april 1914 werd Miyazawa opgenomen in het ziekenhuis om te worden geopereerd voor hypertrofische rinitis. Na de operatie daalde zijn temperatuur niet en het bleek dat hij ook leed aan vlektyfus waarvan hij later weer herstelde. In 1915 ging Miyazawa naar de hogere landbouwschool in Morioka. In juli 1917 publiceerde hij een aantal tanka en korte verhalen in het agriculturele studententijdschrift Azalea. In juli 1918 behaalde Miyazawa zijn diploma aan de hogere landbouwschool maar bleef daar actief als promovendus. In datzelfde jaar, hij was 21 jaar oud, werd hij opgeroepen voor de medische keuring in verband met de militaire dienstplicht. Hij werd afgekeurd, sowieso was hij niet verplicht om in dienst te gaan. Als oudste zoon kon hij vrijstelling krijgen van de dienstplicht. Naar eigen zeggen had Miyazawa graag de dienstplicht willen vervullen, omdat hij vermoedde dat het hem een waardevol perspectief op het menselijk gedrag zou geven.

### Volwassene

#### Ziekzijn en eerste verhalen
Hij schreef, op 19 mei 1918, op 22-jarige leeftijd, in een brief, nadat hij zich had bekeerd tot het Nichiren-boeddhisme, dat hij sympathie voelde voor de wezens die konden worden gegeten. Vijf jaren leefde Miyazawa vervolgens als vegetariër. Op 30 juni 1918 kreeg Miyazawa de diagnose pleuritis en stopte hij onder andere met zijn bergwandelingen. Kort daarop op 4 juli kwam zijn studiegenoot en vriend Yoshiyuki Kōmoto hem opzoeken, Miyazawa zei tegen hem: "Mijn leven heeft geen vijftien jaar meer te gaan." Miyazawa begint tijdens zijn herstel zijn eerste korte verhalen te schrijven, in augustus 1918 schreef hij: Een Spin, een Slak en een Wasbeer en Dubbele Sterren. Op 26 december 1918 werd Miyazawa's in Tokio studerende jongere zus Toshi, opgenomen in het Koishikawa Academisch Ziekenhuis van de Keizerlijke Universiteit Tokio. Miyazawa vertrekt samen met zijn moeder naar Tokio. Zij werd gediagnosticeerd met een longontsteking.

#### Werken en conflict met vader
In 1920 sluit hij zijn onderzoeksstudie af bij de faculteit geologie. Van Miyazawa werd verwacht dat hij als oudste zoon werkzaam zou zijn in het pandhuis van zijn vader. Miyazawa weigerde dit resoluut, hij had als jongen gezien hoe berooide boeren persoonlijke spullen als onderpand kwamen brengen in ruil voor geld. Dat stond in schril contrast met zijn eigen welgestelde leven. Zijn weigering en zijn streven, naar wat toentertijd werd gezien als mondain literaire doelen, ver van alles wat als nuttig werd beschouwd, samen met het gegeven dat Miyazawa het Nichiren-boeddhisme aanhing in plaats van het Zuiver Land-boeddhisme dat zijn familie aanhing, veroorzaakte een levenslang conflict tussen vader en zoon. Daarom vertrok Miyazawa in januari 1921 naar Tokio om aldaar het Nichiren-boeddhisme te preken in de straten. Miyazawa heeft hier een aantal maanden lang in extreme armoede geleefd. Daarna werkte hij nog een korte tijd bij een uitgeverij. Door zijn vegetarische dieet van voornamelijk rijst ontstond er een tekort aan vitamine B1 en kreeg Miyazawa in 1921 de ziekte beriberi. Later datzelfde jaar keert Miyazawa terug naar Hanamaki vanwege zijn zieke zuster Toshi, waarop hij erg gesteld was.

#### Leraar, publiceren en overlijden zus Toshi
Op 3 december 1921 begint Miyazawa als leraar aan de landbouwschool in Hanamaki. Een kleine school die ook wel schertsend de Moerbei-universiteit werd genoemd. Zijn studenten beschouwden hem als een passionele maar excentrieke leraar. Miyazawa publiceerde zijn korte verhaal Sneeuwbrug in de decemberuitgave van het tijdschrift Patriottistische Vrouw. Voor zijn verhaal krijgt hij 5 yen betaald, wat toentertijd gelijk stond aan ongeveer een dagloon. In de periode dat hij werkzaam is aan de landbouwschool schrijft Miyazawa zelf liederen waarvoor hij eveneens zelf de muziek componeert. Hij luistert frequent naar langspeelplaten met daarop opnames van composities door Beethoven en Dvořák. Op 27 november 1922 verergerde plotseling de toestand van Toshi, die aan tuberculose leed, en zij kwam nog diezelfde dag te overlijden. Miyazawa schreef kort daarop drie gedichten: De eeuwige ochtend, Dennennaald en Stil Huilen, collectief genaamd: Stemloze Klaagzang. Vervolgens heeft hij een half jaar lang geen gedichten meer geschreven. Later werd hij docent aan de hogere landbouwschool in Hanamaki. In april 1924 kan hij dankzij leningen en de financiële hulp van een nattōproducent de gedichtenbundel Lente en Asura uitgeven. Zijn collectie van verhalen en sprookjes Het Restaurant van Vele Bestellingen, eveneens zelf gepubliceerd, kwam uit op 1 december van datzelfde jaar. Maar geen van deze uitgaves werd een commercieel succes. Hoewel, zijn werk onder de aandacht kwam van de dichters Kotaro Takamura en Shinpei Kusano die zijn werk enorm waardeerde en het introduceerde in de Japanse literaire wereld. In 1925 studeerde hij muziek en begon zichzelf te leren de cello en het orgel te bespelen.

#### Docent, klassieke muziek en de Rasuchijin-vereniging
Miyazawa nam ontslag als docent op 31 maart 1926 om boer te worden en anderen boeren te helpen in zijn prefectuur door zijn theoretische kennis over moderne en verbeterde technieken van cultivatie en het gebruik van kunstmest met hen te delen. Hij onderwees zijn collega-boeren en ook over algemene onderwerpen van culturele waarde, zoals muziek, poëzie en al het andere waarvan hij dacht dat het hun leven zou verbeteren. Hij introduceerde klassieke muziek bij de boeren door composities van Beethoven, Schubert, Wagner en Debussy op zijn platenspeler af te spelen. Deze muziek inspireerde hem op bijzondere wijze en hij hoopte een zelfde effect te behalen bij de boeren. Experts vermoeden dat Miyazawa een vorm van synesthesie had, daar hij heeft beschreven, aan zijn studenten, dat hij geometrische figuren zag wanneer hij luisterde naar de Mondscheinsonate van Beethoven. In augustus 1926 stichtte hij de Rasuchijin-vereniging hier introduceerde hij nieuwe agriculturele technieken en resistentere soorten rijst. Tevens onderwees hij agronomie aan jongeren van boerenfamilies uit de omgeving. De vereniging organiseerde ook lezingen, toneelstukken, muziek en andere culturele activiteiten. Niet alle boeren waren enthousiast over zijn vereniging. Zij namen hem als stadsmens niet serieus, eveneens omdat hij nog financieel afhankelijk was van zijn vader aan wie velen van hen nog geld verschuldigd waren. Daarbij speelde ook zijn geloof in de Lotussoetra een rol die ervoor zorgde dat een aantal boeren terughoudend waren. De vereniging is echter na twee jaar opgeheven nadat de autoriteiten Miyazawa hadden verhoord zijn activiteiten werden niet op prijs gesteld, zijn vereniging was naar hun mening een dekmantel om het socialisme te verspreiden. Op 10 augustus 1928 tijdens het het geven van bemestingsadviezen stort Miyazawa in door hoge koorts en wordt naar het lokale ziekenhuis gebracht alwaar acute longontsteking wordt gediagnosticeerd.

#### Tohokusteengroeve
In 1930 begint de fysieke situatie van Miyazawa te verbeteren en wederom gaat hij verder met het schrijven van literaire gedichten. Het bedrijf achter de Tohokusteengroeve in Ichinoseki wilde goedkope kunstmest met kalksteen en kalium gaan verkopen in Hanamaki. Op 21 februari 1931 trad Miyazawa in dienst bij de steengroeve op het kantoor in Hanamaki alwaar hij producten ontwierp, advertentieteksten schreef en producten inkocht en verkocht. Op 19 september wordt hij tijdens een zakenreis naar Tokio getroffen door hoge koorts. De volgende dag keert Miyazawa weer terug naar Hanamaki. In november van dat jaar schrijft hij het beroemde gedicht Wees niet verslagen door de regen. In maart 1932 wordt zijn verhaal Het leven van Gusko Budori gepubliceerd. Miyazawa schrijft poëzie en werkt aan eerdere verhalen en gedichten.

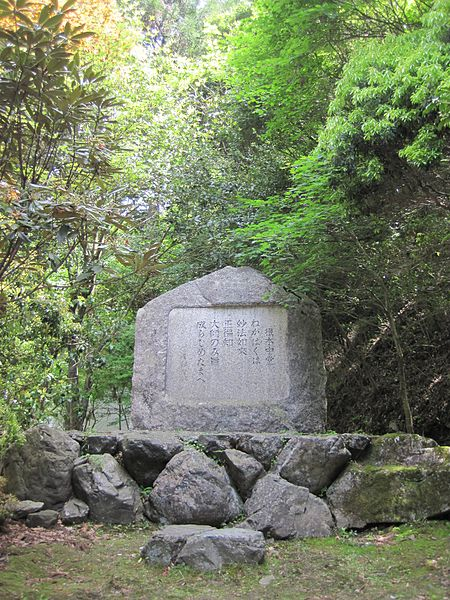
Miyazawa-monument bij het boeddhistische kloostercomplex Enryaku-ji op de berg Hiei nabij Kioto.

### Overlijden
Miyazawa kreeg als medicatie louter biergist en gekookte bamboescheutschillen tegen zijn longontsteking. Van 17 tot 19 september 1933 werd een festival gehouden voor de nabijgelegen Mikoshi- en Dashischrijn. Miyazawa heeft de festiviteiten vanuit een stoel bij zijn voordeur bekeken. De volgende dag heeft hij zelfs nog adviezen gegeven over het verbouwen van rijst en het gebruik van kunstmest. Die avond werd hij naar het ziekenhuis gebracht omdat zijn gezondheid wederom achteruit ging. De volgende dag op 21 september kwam de familie bij hem. Miyazawa verzocht zijn familie om duizend kopieën van de Lotussoetra te verspreiden in de regio. Zijn moeder Ichi bleef bij hem waken in het ziekenhuis, alwaar hij op 21 september 1933 om 13:30 is komen te overlijden. Kenji Miyazawa is 37 jaar oud geworden.

## Zusters en broer
- Miyazawa had drie jongere zusters en één broer, te weten:
  - Zus Toshi (5 november 1898 – 27 november 1922)
  - Zus Shige (18 juni 1901 – 20 september 1987)
  - Broer Seijiro (1 april 1904 – 12 juni 2001)
  - Zus Kuni (4 maart 1907 – 12 januari 1981)

## Trivia
- Miyazawa is als asceet zijn leven lang ongetrouwd gebleven. Er wordt aangenomen dat hij zelfs nooit een romantische of een seksuele relatie heeft gehad. Doch er zijn aanwijzingen dat Miyazawa sterke sympathieën heeft gevoeld voor een tweetal vrouwen.
- Miyazawa verzamelde Ukiyo-e, Japanse houtsnedes.
- In 1953 zijn een aantal in het Esperanto vertaalde gedichten gepubliceerd.

### Sprookjes
- Nacht op de Galactische Spoorweg
- Matasaburo de winddwerg
- De nacht in Taneyamagahara
- Porano's plein
- Het leven van Gusko Budori
- Het Restaurant van Vele Bestellingen
  - Eikels en de Wilde Kat
  - Wolvenbos, Picknickbos en Dievenbos
  - Het Restaurant van Vele Bestellingen
  - De vierde van de Narcissusmaand
  - Telegraafpalen in een Maanverlichte Nacht
  - Wilde Peer
  - De eerste Hertendans
  - De avond van het Eikenbos
- De kikkers en de Rubberen Laarzen
- Een Spin, een Slak en een Wasbeer
- Het Schildvuur
- De Nachtvalkster
- De leider Kairo
- Het Frandon Landbouwschoolvarken
- Muis Ci
- Muis Kun
- De vogeldoosleraar en Muis Hu
- Het Wildeganzenkind
- De Sneeuw Doorkruisen
- Sneeuwverhaal
- De Vacht van een Gletsjermuis
- Signaal en Signaalloos
- Ozbel en de Olifant
- Verhalen over Zashiki-Bokko
- Het Kattenkantoor
- Groot Vegetarisch Festival
- De Aardgod en de Vos
- Naranoki de student: een nachtje slapen in het wild.
- Marivuron en het meisje
- Taneri Kauwde het zeker voor een Dag
- Kenju Bosparken
- De beren van Berg Nametoko
- De Generaal en de Drie Artsenbroeders
- Goshu de Cellist
- Kastanjeboom en apenstoelen
- Festivalnacht

## Schilderijen
- Miyazawa heeft een aantal aquarellen nagelaten:
  - Zonne-ring en berg
  - Aap hoeft niet te betalen
  - Chemische tuin
  - Aardworm
  - Kat
  - Rode bal

## Gedicht:Ik zal niet toegeven aan de regen
Het gedicht Ik zal niet toegeven aan de regen is een van Miyazawa's bekendste gedichten en is na de 2011 tsunami op 11 maart 2011 erg populair geworden als een positieve boodschap. De tekst van het gedicht is oorspronkelijk geschreven in katakanakarakters met slechts enkele kanji. Miyazawa heeft waarschijnlijk hiervoor gekozen om het gedicht toegankelijk te maken voor de boeren in zijn regio.
| Origineel | Moderne spelling | Transliteratie | Vertaling |
| --- | --- | --- | --- |
| 雨ニモマケズ 風ニモマケズ 雪ニモ夏ノ暑サニモマケヌ 丈夫ナカラダヲモチ 慾ハナク 決シテ瞋ラズ イツモシヅカニワラッテヰル 一日ニ玄米四合ト 味噌ト少シノ野菜ヲタベ アラユルコトヲ ジブンヲカンジョウニ入レズニ ヨクミキキシワカリ ソシテワスレズ 野原ノ松ノ林ノ蔭ノ 小サナ萓ブキノ小屋ニヰテ 東ニ病氣ノコドモアレバ 行ッテ看病シテヤリ 西ニツカレタ母アレバ 行ッテソノ稻ノ朿ヲ負ヒ 南ニ死ニサウナ人アレバ 行ッテコハガラナクテモイヽトイヒ 北ニケンクヮヤソショウガアレバ ツマラナイカラヤメロトイヒ ヒドリノトキハナミダヲナガシ サムサノナツハオロオロアルキ ミンナニデクノボートヨバレ ホメラレモセズ クニモサレズ サウイフモノニ ワタシハナリタイ | 雨にもまけず 風にもまけず 雪にも夏の暑さにもまけぬ 丈夫なからだをもち 慾はなく 決して瞋らず いつもしずかにわらっている 一日に玄米四合と 味噌と少しの野菜をたべ あらゆることを じぶんをかんじょうにいれずに よくみききしわかり そしてわすれず 野原の松の林の蔭の 小さな萱ぶきの小屋にいて 東に病気のこどもあれば 行って看病してやり 西につかれた母あれば 行ってその稲の束を負い 南に死にそうな人あれば 行ってこわがらなくてもいいといい 北にけんかやそしょうがあれば つまらないからやめろといい ひでりのときはなみだをながし さむさのなつはおろおろあるき みんなにでくのぼうとよばれ ほめられもせず くにもされず そういうものに わたしはなりたい | ame ni mo makezu kaze ni mo makezu yuki ni mo natsu no atsusa ni mo makenu jōbu na karada wo mochi yoku wa naku kesshite ikarazu itsu mo shizuka ni waratte iru ichi nichi ni genmai yon gō to miso to sukoshi no yasai wo tabe arayuru koto wo jibun wo kanjō ni irezu ni yoku mikiki shi wakari soshite wasurezu nohara no matsu no hayashi no kage no chiisa na kayabuki no koya ni ite higashi ni byōki no kodomo areba itte kanbyō shite yari nishi ni tsukareta haha areba itte sono ine no taba wo oi minami ni shinisō na hito areba itte kowagaranakute mo ii to ii kita ni kenka ya soshō ga areba tsumaranai kara yamero to ii hideri no toki wa namida wo nagashi samusa no natsu wa oro-oro aruki minna ni deku-no-bō to yobare homerare mo sezu ku ni mo sarezu sō iu mono ni watashi wa naritai | Ik zal niet toegeven aan de regen Ik zal niet toegeven aan de wind Ik zal niet toegeven aan de sneeuw of de zomerse hitte Ik zal een gezond lichaam hebben Ik zal geen begeerte hebben Ik zal niet boos worden Ik zal altijd stilletjes glimlachen Ik zal elke dag vier kopjes bruine rijst Miso en wat groentes eten. In alles Zal ik mijzelf niet meetellen Ik zal kijken, luisteren en goed begrijpen En ik zal niet vergeten Op een veld in de schaduw van dennenbomen Zal ik in een kleine hut met een rietendak wonen Wanneer er een ziek kind is in het oosten Zal ik hem daar gaan verzorgen Wanneer er een vermoeide moeder is in het westen Zal ik daar heengaan en haar rijstschoof dragen Wanneer er iemand op sterven ligt in het zuiden Zal ik daar heengaan en zeggen, "wees niet bang" Wanneer er ruzie en rechtszaken zijn in het noorden Zal ik zeggen, "stop, het is niet belangrijk" Wanneer er droogte is, zal ik tranen laten lopen Wanneer de zomer koud is Zal ik hulpeloos rondlopen Ik zal door iedereen nutteloos worden genoemd Ik zal niet worden geprezen Dit is de persoon Die ik wil zijn |